# Olaszliszka
Olaszliszka est un village et une commune du comitat de Borsod-Abaúj-Zemplén en Hongrie.

## Histoire
Le nom du village est formé d'un mot slave lyska « noisetier » et de l'adjectif hongrois olasz « italien », qui désignait en hongrois ancien d'autres langues romanes (même origine que welche, valaque, wallon), en l'occurrence celle des colons wallons invités par le roi Béla IV à s'installer dans la région vinicole de Tokaj-Hegyalja après sa destruction par les Tatars en 1241.
En 2006, un instituteur hongrois a été tué dans le village sous les yeux de ses enfants par une foule rom, parce qu'il avait renversé avec son véhicule une petite fille rom qui d'ailleurs n'avait pas été blessée. Cet acte a pris les années suivantes une importance politique considérable en Hongrie, l'extrême-droite en faisant un symbole de la « criminalité tsigane » (cigánybűnözés),.